# Župna crkva sv. Mirka u Zagrebu
Župna crkva sv. Mirka katolička je crkva koja se nalazi u gradskoj četvrti Podsljeme u zagrebačkom naselju Šestine. Sagrađena je 1909. godine rekonstrukcijom i pregradnjom crkve sagrađene 1622. godine na temeljima starije crkve. U rujnu 1927. godine crkvu sv. Mirka posvetio je zagrebački pomoćni biskup Franjo Salis-Seewis. U potresu koji je pogodio Zagreb u ožujku 2020. godine, crkva je bila oštećena. Konstrukcijska obnova crkve započela je u srpnju 2022. godine i trajala je do ljeta 2023. godine. Radovi na obnovi crkve bili su iznimno zahtjevni, posebno oni na krovištu. Svi radovi na obnovi ove crkve odvijali su se pod strogim nadzorom konzervatorskog zavoda.
Ova je crkva jedan od simbola grada Zagreba. Ispred njenog se ulaza nalazi grob i spomenik oca domovine, dr. Ante Starčevića, te je vrlo prepoznatljiva po svom krovištu. Kulturno je dobro pod konzervatorskom zaštitom.

## Povijest i arhitektura
Nakon rušenja stare crkve koje je započelo u ožujku 1909. godine, crkva je proširena sa dva bočna broda po projektu inženjera Podhorskog. Proširenjem je stvoren križni tlocrt. Nakon proširenja uslijedila je i nova konstrukcija krova. Godine 1909. postavljeni su i novi prozori i vitraji. Vitraj sv. Franje izradio je majstor Ivan Marinković te je ovo njegov prvi rad u Zagrebu. Ostali vitraji izrađeni su u Bečkoj radionici Geylinger.
Crkva je trobrodnog oblika te je čine središnji glavni brod i dva pobočna broda sa kapelicama Srca Isusovog i Majke Božje. U kapelici Srca Isusova nalaze se freske Trude pl. Braun. Marijinu kapelica i oltar krasi kip Majke Božje od jednog komada drveta, djelo župnika Ivana Dukića koji je u crkvi djelovao od 1930. do 1972. godine.
Električna rasvjeta je u crkvu uvedena 1933. godine. Iste godine postavljena je krstionica te je restaurirana barokna propovjedaonica koju krase slike četiri evanđelista.
Stara zvona su iz zvonika izvađena 1916. radi korištenja materijala u ratne svrhe. Nakon toga, nova su zvona nabavljena 1920., 1923., 1933. i 1934. godine.
Crkveni toranj bio je obnovljen 1970. godine. Od 1972. godine do danas, crkva je doživjela brojne promjene: popravljen je krov, oltar i svetište su uređeni po smjernicama Drugog vatikanskog koncila, napravljene su nove orgulje (od 1982. od 1984. godine), postavijene su i nove klupe, crkva je ponovno oslikana iznutra te su crkvena zvona elektrificirana.

## Galerija
- Pogled na crkvu
- Ulaz i prednje pročelje
- Spomenik Anti Starčeviću
- Ploča pored spomenika Ante Starčevića
- Spomen-ploča povodom 1000. obljetnice Hrvatskoga Kraljevstva
- Pogled na prezbiterij
- Oltar
- Freske iznad ulaza
- Unutrašnjost crkve
- Vitraj
- Vitraj i postaje križnog puta na bočnom zidu
- Freske i vitraji u apsidi iza oltara
- Svod, detalj
- Svod
- Ulaz i prednje pročelje
- Pogled s oltara prema ulazu
- Freske, detalj